# المجلة الموسوعية
 المجلة الموسوعية أو العالمية هي دورية علمية باللغة الفرنسية، أسسها بيير روسو "Pierre Rousseau" في فاتح يناير سنة 1756 بمدينة لييج Liège.

## نبذة تاريخية
أسس بيير روسو المجلة الموسوعية لنشر العلم في فترة زمنية تهرب فيها الكتاب والناشرون من الرقابة الفرنسية، وحتى تاريخ حل الجريدة (9 نونبر 1793) أصدر منها 288 عدداً، وتميزت في إصدراها بإتباع نسق المجلة المؤسسة في مدينة لييج مند سنة 1792.طبعت الإصدرات الثمانية والعشرون في لييج ثم تم طبع الإصدرات الأخرى في دوقية بوييون Duché de Bouillon .كان الاشتراك السنوي بمقدار 24 جنيها.
شغل روسو دو تولوز منصب رئيس التحرير وقد سعى إلى نشر العلوم بمختلف أنوعها، متبعاً نسق «الموسوعة» التي ألفاها ديديروت Diderot ودلمبرت D’Alembert بين 1751 و1772. نشرت المجلة الموسوعية في نسخة إيطالية " le Giornale enciclopedico di Liegi " واهتمت بميادين مختلفة كالتعليم، والطب، والتلقيح ونظرية الأعراق والسياسة إلخ...